# Flaminio Ponzio
Flaminio Ponzio (Viggiù, 1560 – Roma, 1613) è stato un architetto italiano che operò principalmente sotto il pontefice Paolo V.

## Biografia
Arrivò ancora giovane da Viggiù a Roma, ed entrò nell'ambiente dei costruttori cittadini al seguito del suo conterraneo e parente Martino Longhi il Vecchio. Con i Longhi padre e figlio Ponzio collaborò poi ripetutamente: le maestranze lombarde infatti formarono e occuparono saldamente, in quegli anni, il gusto dei più importanti committenti di curia. 
Poche del resto sono le memorie che ci pervennero della vita di Flaminio Ponzio; solo sappiamo che fu uomo di non picciola virtù, e di piacevole conversazione; e che visse qui in Roma nel Pontificato di Paolo V, dal quale fu amato ed avuto grandemente in pregio, non che in tutte le sue fabbriche adoperato. Morì questo giudizioso architetto sotto quel pontificato di età di quarantacinque anni, con grande rammarico di ciascuno che lo conobbe, e specialmente degli artefici valenti, i quali egli aveva soprammodo in amore.
Quella stessa natura collaborativa che gli permise di inserirsi agevolmente nell'ambiente romano nonostante la provenienza provinciale fece sì che pochissime siano le opere rimaste in Roma completamente attribuibili a lui, forse solo il suo palazzetto in via Alessandrina e il Fontanone del Gianicolo. Scorrendo ad esempio le sue opere elencate in Sgarbi, op. cit., si elencano soprattutto disegni, facciate, rifacimenti, collaborazioni. 

## Opere principali
Operò nella corrente culturale architettonica della Controriforma in uno stile severo e pedante, quasi libresco, derivato da Domenico Fontana, non più integralmente rinascimentale ma già aperto al barocco, in forme solenni, fredde e paludate. Fu nominato da papa Paolo V Borghese architetto dei palazzi pontifici.
La critica più aggiornata ha rivisto il precedente giudizio individuando in artefici come il Ponzio un esponente della tendenza architettonica definita: «...di transizione e di mediazione al barocco...» con ricerche ed esiti innovativi, partendo dalla riflessione sulla formatività michelangiolesca, attento ai nuovi fermenti. S. Benedetti definisce Onorio Longhi, Ponzio, Vasanzio e Maderno una «nuova generazione di mediatori al barocco».
Tutte le opere da lui realizzate si trovano a Roma:
- 1600-1608 architetto ufficiale di San Giacomo degli Spagnoli, incarico che mantiene fino al 1608.
- 1600 palazzetto di via Alessandrina, prestigiosa residenza dell'architetto edificata nel quartiere allora nuovissimo[3].
- 1605-1611 Sacrestia e Cappella Paolina in Santa Maria Maggiore.
- 1602-1613 disegni della facciata della chiesa di Sant'Eligio degli Orefici con aggiunta di nuova cupola.
- 1605-1607 Facciata su via Ripetta di Palazzo Borghese.
- 1608-1613 Casino di Villa Borghese al Pincio.
- 1609-1613 Ampliamento del Palazzo del Quirinale (ala verso il giardino e portale verso Trevi, sala del Concistoro oggi Salone delle Feste, Cappella dell'Annunziata).
- 1609-1613 Facciata e ristrutturazione della Basilica di San Sebastiano fuori le mura, che sarà ultimata da Giovanni Vasanzio.
- 1610-1612 Fontanone dell'Acqua Paola al Gianicolo.

Nell'Urb.Lat.1081, c. 142 r, alla data del 6 aprile è dato l'annuncio della sua morte "è morto quel Flamminio Poncio Architetto di Sua Santità in cui luogo è stato accettato quel ...(sic) fiammengo famigliare del Card.Borghese".